# De Iustitiae et de Iure
De Iustitiae et de Iure (títol complet Commentariorum in disputationem de Iustitia quam habet Divus Thomas in secunda sectione secundae partis suae Summae Theologicae, in quibus quid aequum vel inicuum fit. Et qua ratione ad aequitatem et justitiam reducendum in omnibus negotiis, et actionibus, tam publicis quam privatis; tam Ecclesiasticis quan secularibus, tam capitalibus quam civilibus; et in omnibus universorum hominum contractibus et comertiis copiose explicatur) és un comentari fet per l'agustinià Miquel Bartomeu Salón Ferrer a determinades parts de la Summa Teològica de Sant Tomàs d'Aquino. Va ser publicat en dos volums (ambdós a València, el primer el 1591 i el segon el 1598), malgrat que l'autor tenia inteció de publicar un tercer. Aquesta obra tracta assumptes relacionats amb el dret. L'obra ha tingut altres edicions. En Venècia (1608) es publicà amb un títol diferent.
L'obra va ser dedicada al cardenal Farnesio.
Quant a la seua difusió destaca que va estar en l'oblit durant molt de temps, sense aparèixer a les enciclopèdies teològiques.
Segons Villegas Rodríguez (2015, p. 503), aquesta obra ha de ser considerada una de les millors dels segles xvi i xvii de les obres moralistes i canonistes, car té la "millor documentació, extensió i profunditat". Altre autor, Serrano Villafañe (1956, p. 187), apunta que és una obra amb molt de mèrit.

## Contingut
El primer volum comenta les qüestions 42-76 de la II-IIae (segona secció de la segona part) i el segon volum comenta les qüestions 77 i 78 de la II-IIae. Cada article de la Summa Teològica és comentat per seccions anomenades controvèries (controversiae).
L'autor tracta de resoldre el problema del dret positiu i el dret natural.

### Primer volum
El primer volum està dividit en 117 articles.
En el proemi relaciona el dret amb la teologia. També anomena als autors que han tractat el mateix tema que ell tracta a l'obra i explica que si algú considera mal fet que done arguments jurídics als comentaris de la Summa, aleshores també hauria d'estar malament allò que va fer Sant Tomàs d'Aquino i altres autors, el qual és un argument d'autoritat, a més que com els teòlegs són consellers de persones del poder polític i són confessors, és interessant que sàpiguen de dret canònic i civil.

### Segon volum
En el segon volum, Salón Ferrer, tracta sobre el contracte de compraventa (q. 77) i la usura en els prèstecs (q. 78). Ocupa unes 1.214 pàgines.
La qüestió 77 comprén les primeres 116 pàgines del volum (edició de Venècia). Salón tracta de resoldre tots els problemes de l'àmbit mercantil que se li van ocórrer prenent com a base el text del sant. L'exposició recopila la doctrina dels autors precedents demostrant un gran domini de la matèria. Per als seus comentaris personals, es nota l'ensenyança escolàstica que va rebre.
Salón explica terminologia fiscal i la història d'aquests: diferència entre cens i tribut, explica què creu que és el didracma que apareix a la Bíblia, les característiques de l'impost anomenat vectigalia. el peatge, la colecta, la talla, la prestació, la sisa, el munus i l'obsequi. Les qüestiones tractades són d'interés per a l'estudi del dret privat.